# Црква Свете преподобне Параскеве у Горњем Јабукову
Црква Свете преподобне Параскеве у Горњем Јабукову, насељеном месту на територији општине Владичин Хан, православни је храм који припада Епархији врањској Српске православне цркве.
Црква посвећена Светој Петки подигнута је крајем 19. века. Иконостас је настао 1908. године и садржи 37 икона, које су датиране 1908. и 1910. године. У новије време сазидани су припрата цркве и звоник.
У току 2016. године урађена је нова кровна конструкција и извршено комплетно покривање цркве.